# (37023) 2000 UD2
2000 UD2 (asteroide 37023) é um asteroide da cintura principal. Possui uma excentricidade de 0.07567480 e uma inclinação de 10.22608º.
Este asteroide foi descoberto no dia 22 de outubro de 2000 por Korado Korlević em Visnjan.